# Montserrat Darnaculleta i Poch
Montserrat Darnaculleta i Poch   (Calonge, 7 de setembre de 1930 - Calonge, 25 de març de 2023) va ser una historiadora i mestra catalana.

## Biografia
Era filla d'Annita Poch i Gay i Octavi Darnaculleta i Valmanya. Després de l'educació primària a Calonge a l'escola per a noies de les Vedrunes (1894-1973), va estudiar per a mestra a l'Escola Normal de Mestres de Girona. Va començar la docència el 1954 a Bellpuig i, després de dos anys, va ensenyar a l'escola de Bellcaire d'Empordà durant setze anys. Va tenir un paper important en mantenir l'escola quan el 1965 va ser amenaçada de clausura per una política centralitzadora i un recel envers les escoles rurals per la inspecció franquista. Juntament amb Josep Alabau i Coloma, el seu col·lega de l'escola dels nois, van resistir i no tan sols van aconseguir que l'escola es mantingués, sinó també que es construís un edifici més adient.
Tot i continuar treballant, el 1969 va començar els estudis d'història al Col·legi Universitari de Girona, una dependència de la Universitat Autònoma de Barcelona i embrió del que el 1991 va esdevenir la Universitat de Girona. El 23 de juliol de 1972, arran del va ser nomenada a l'Institut d'Educació Secundària de Castell d'Aro, que més tard esdevindria l'IES Ridaura. Hi va ensenyar història i, quan es va aixecar la prohibició a mitjan anys 1970, català. En va esdevenir directora de 1989 fins a la seva jubilació el 1995.
Com a historiadora va escriure articles d'història local sobre temes com ara l'ensenyament, Dolors Hubach, la indústria tapera o les carmelites. Va col·laborar amb el grup a l'entorn de Pere Caner per a crear el «Petit Museu» inaugurat el 1978 a l'antiga Capella de la Mare de Déu del Roser. L'abril 1980 va participar en la creació del Centre d'Estudis Calongins Colònico, una iniciativa de Pere Caner i Lluís Vilar. El març de 1981 va ser una dels membres fundadors a Sant Feliu de Guíxols de l'Institut d'Estudis del Baix Empordà juntament amb Lluís Esteva, qui en fou el primer president, Joan Badia i Homs, el mateix Pere Caner, Josep Escortell Cerqueda, Lluís Pallí Buxó, Néstor Sanchiz Guerrero i Jordi Cama Ribas. Va tenir un paper clau en la creació i l'organització del Festival de Música de Calonge que va néixer el 1968.
El 13 de marc de 2023, pocs dies abans de morir, l'ajuntament de Calonge i Sant Antoni li va acordar el títol de filla predilecta.

## Obres destacades
- «La saga dels Vila: els primers tapers de Calonge». Estudis del Baix Empordà, 31, 2012, pàg. 132–144. ISSN: 1130-8524.
- «Les carmelites de la Caritat a Calonge» [en col·laboració amb Jaume Aymar Ragolta]. Estudis del Baix Empordà, 2, 1983, pàg. 303-347
- «L'ensenyament a Calonge (1732-1930)» [en col·laboració amb Jaume Aymar Ragolta]. Estudis del Baix Empordà. Extret del volum miscel·lània Lluís Esteva, 2006, pàg.123-154
- «L'ensenyament a Calonge (1931-1942)»  [en col·laboració amb Jaume Aymar Ragolta]. Estudis de Baix Empordà. Extret del volum miscel·lània Pere Caner, 2007, pàg. 167-194.
- «L'ensenyament a Calonge III (1943-1982)»[en col·laboració amb Jaume Aymar Ragolta]. Estudis del Baix Empordà, 2009, 28, p. 245-276, a Calonge.
- «Joan Pagès i Valmaña (1849-1921), un calongí que emigrà a Cuba».[en col·laboració amb Jordi Bautista Parra] Estudis del Baix Empordà, 40 (2021), pàg. 155-169.